# Superkupa Shqiptar 2007
La Superkupa Shqiptar 2007 è stata la 14ª edizione della supercoppa albanese.
La partita fu disputata dal KF Tirana, vincitore del campionato, e dal Besa Kavajë, vincitore della coppa.
Questa edizione si giocò allo Qemal Stafa Stadium di Tirana e vinse il KF Tirana 4-2.
Per la squadra della capitale è il settimo titolo e terzo consecutivo e disputa la supercoppa per la sesta volta consecutiva.

## Tabellino
| Tirana 17 agosto 2007                                                                        | KF Tirana | 4 – 2                | Besa Kavajë | Qemal Stafa Stadium |
| \| \| \| \| \| Mukaj 6’ Dede 49’ Duro 70’ Abazaj 90’ \| Marcatori \| 16’ Hoxha 35’ Veliaj \| |           |                      |             |                     |
|                                                                                              |           |                      |             |                     |
| Mukaj 6’ Dede 49’ Duro 70’ Abazaj 90’                                                        | Marcatori | 16’ Hoxha 35’ Veliaj |             |                     |